# Aranguren
Aranguren é um município da Espanha na província e comunidade foral (autónoma) de Navarra, com 40,60 km² de área. Em 2021 tinha 11 726  habitantes (densidade: 288,8 hab./km²). O município faz parte da comarca da Cuenca de Pamplona.

## Demografia
| Variação demográfica do município entre 1991 e 2004 | Variação demográfica do município entre 1991 e 2004 | Variação demográfica do município entre 1991 e 2004 | Variação demográfica do município entre 1991 e 2004 |
| --------------------------------------------------- | --------------------------------------------------- | --------------------------------------------------- | --------------------------------------------------- |
| 1991                                                | 1996                                                | 2001                                                | 2004                                                |
| 1608                                                | 2786                                                | 4050                                                | 5263                                                |